# Codrongianos
Codrongianos – miejscowość i gmina we Włoszech, w regionie Sardynia, w prowincji Sassari. Graniczy z Cargeghe, Florinas, Osilo, Ploaghe i Siligo.
Według danych na rok 2004 gminę zamieszkiwało 1281 osób, 42,7 os./km².